# Shmaya
Shmaya (en hebreu: שמעיה) (en grec koiné: Σαμαίᾱς) va ser un rabí i un savi de l'època anterior a la Mixnà, que va viure en el mateix període històric que Abtalió. Tots dos són coneguts com a Zugot. Els dos eren conversos al judaisme, i tots dos eren descendents del Rei Senaquerib de l'Imperi Assiri, el qual va destruir el Regne del Nord d'Israel. Segons la Mixnà (Tractat Pirkei Avot 1:9-10), tots dos Shmaya i Abtalió van estudiar la santa Torà sota la direcció del Rabí Shimon ben Shetach. L'historiador Yosef esmenta a Shmaya pel seu nom grec Sameas (en grec: Σαμαίας). Shmaya va liderar el Sanedrí durant el període de transició entre la dinastia asmonea i l'ascensió al poder del Rei Herodes el Gran. Segons Yosef, Shmaya era un deixeble de Polió el Fariseu, el qual, en la literatura rabínica, és conegut com a Abtalió. Herodes tenia en gran estima i honor als dos: Shmaya i Abtalió.
Shmaya va ser el líder dels fariseus durant el segle I després de Crist, va ser el president del Sanedrí abans del regnat de Herodes el Gran. Ell i el seu company Abtalió són esmentats en el tractat Pesahim de la Mixnà i el Talmud. De la vida política de Shmaya solament s'ha reportat un incident. Quan Herodes va condemnar a la pena cabdal al líder del partit nacional de Galilea, Hircà II va permetre al Sanedrí citar a l'acusat davant del tribunal rabínic (Bet Din). Herodes es va presentar davant el tribunal, amb les seves vestimentes reals de color porpra, davant tals vestimentes els membres del Sanedrí van perdre el seu coratge. Solament Shmaya va ser valent i va dir: 
"Qui que ha aparegut davant nosaltres aquí, formulant una acusació cabdal, sembla algú que ordenaria la nostra execució immediata en cas de ser declarats culpables. Així i tot, no puc culpar a ell menys que a vostès, ja que si permetem tal acte seria una burla a la justícia. Han de saber vostès que estan tremolant davant d'un home que algun dia els lliurarà al botxí."
Aquesta tradició es troba en l'obra Antiguitats jueves de Flavi Josep. De la vida privada de Shmaya no en sabem res, llevat que va ser un alumne del Rabí Shimon ben Shetach. Les tombes de Shmaya i Abtalió estan situades a Jish, una població cristiana maronita situada a Galilea.